# Olga Magnusson
Olga Eva Magnusson, född 10 augusti 1965 i Karlstad, är en svensk konstnär. Hon är porträttmålare och har bland annat porträtterat landshövdingarna i Värmland (Kerstin Wallin), Västerbotten (Lorentz Andersson), Blekinge (Ingegerd Wärnersson) samt landshövdingen i Örebro län, Rose-Marie Frebran. Vidare har hon anlitats av bland annat kyrkor, kommuner samt större företag för porträttmåleri. Magnusson arbetar i olja på duk.
Magnusson är också fotograf och har bland annat stått för fotografierna i böcker av Anna Wilén respektive Lina Adolphson. Magnusson egenutgav 2019 boken Hemlängtan.